# Suivez-moi jeune homme (film)
Pour les articles homonymes, voir Suivez-moi jeune homme.
Pour plus de détails, voir Fiche technique et Distribution.
Suivez-moi jeune homme est un film français réalisé par Guy Lefranc, sorti en 1958.

## Synopsis
Françoise, jeune et charmante vendeuse chez un grand joaillier est courtisée en vain par un armateur milliardaire. Celui-ci, attribuant son échec à l'existence d'un rival, décide de la faire suivre par un détective privé. Françoise, chargée par son patron de transporter à Cannes un collier de grande valeur est accompagnée d'un garde du corps chargé de sa sécurité. Françoise, le garde du corps et le détective se rencontrent dans le train et il s'ensuit une suite de quiproquos.

## Fiche technique
- Titre : Suivez-moi jeune homme
- Réalisation : Guy Lefranc
- Scénario : Jean Halain, Guy Lefranc et Roland Morienval
- Décors : Claude Bouxin
- Photographie : Maurice Barry
- Musique : Louiguy
- Montage : Armand Psenny
- Sociétés de production : Pathé Cinémaet Production Artistique et Cinématographique
- Producteur : André Hunebelle
- Format : Noir et blanc - 35 mm - 1,37:1 - Mono
- Pays d'origine :  France
- Genre : Comédie
- Durée : 85 minutes
- Date de sortie :
  - France, 3 décembre 1958

## Distribution
- Dany Robin : Françoise
- Daniel Gélin : Michel Corbier, le détective amateur
- Jacques Jouanneau : Chatou, le garde du corps/détective
- Georges Chamarat : le commissaire
- Michel Galabru : Aristide Oranos, le milliardaire
- Fernand Sardou : Fernand, le chauffeur
- Noël Roquevert : Robillard, directeur de l'agence de détective privé
- Jean Hébey : le bijoutier
- Robert Rollis : l'homme qui se fait voler la voiture
- Dominique Marcas : la secrétaire de l'agence
- Claude Piéplu : le contrôleur du train
- Jackie Rollin : la femme de Fernand
- Jacques Ary
- Jean Castanier
- Pierre Danny
- Gabriel Jabbour : le chauffeur de taxi
- Rodolphe Marcilly
- Albert Michel : le planton du commissariat
- André Weber
- Lona Rita : Estelle
- Régine Lovi : Lulu
- Jean-Pierre Lorrain